# Wodonercze

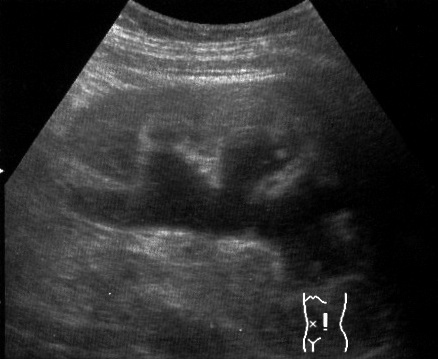
Obraz USG lewostronnej kamicy moczowodowej z poszerzonym moczowodem i wodonerczem

Wodonercze (łac. Hydronephrosis) – rozszerzenie miedniczki i kielichów nerkowych z wtórnym do tego stanu zanikiem miąższu nerki. Możliwe jest prenatalne wykrywanie wodonercza. Wodonercze może się rozwijać przez wiele lat nie dając żadnych charakterystycznych objawów ze strony układu moczowego. Leczenie chirurgiczne nie jest wymagane we wszystkich przypadkach. 
Leczenie operacyjne może polegać na wykonaniu plastyki miedniczki nerkowej z usunięciem zwężonego fragmentu moczowodu - najczęściej metodą Hynes-Anderson (dla podmiedniczkowego zwężenia moczowodu).  Ważną rolę odgrywa wprowadzany operacyjnie do światła moczowodu cewnik moczowodowy podwójnie zagięty (D-J) który łączy miedniczkę nerkową z pęcherzem moczowym i podczas gojenia zespolonego operacyjnie moczowodu nie pozwala na wytworzenie nowego zwężenia drogi odpływu moczu z miedniczki nerkowej. Cewnik ten jest usuwany w kilka tygodni po operacji poprzez cewkę moczową lokalizując go w pęcherzu poprzez cystoskop. Cofanie się objawów zastoju moczu i wodonercza trwa rozmaicie długo. W przypadkach bardzo zaawansowanych, gdy doszło do nieodwracalnego zniszczenia warstwy filtracyjnej nerki konieczna może być nefrektomia.

## Klasyfikacja ICD10
| kod ICD10     | nazwa choroby                                                      |
| ------------- | ------------------------------------------------------------------ |
| ICD-10: N13   | Uropatia zaporowa i odpływowa                                      |
| ICD-10: N13.0 | Wodonercze z przeszkodą w połączeniu moczowodowo-miedniczkowym     |
| ICD-10: N13.1 | Wodonercze ze zwężeniem moczowodu niesklasyfikowanym gdzie indziej |
| ICD-10: N13.2 | Wodonercze z przeszkodą spowodowaną kamicą nerek lub moczowodu     |
| ICD-10: N13.3 | Inne i nieokreślone wodonercze                                     |